# Steinbrunn-le-Bas
Steinbrunn-le-Bas är en kommun i departementet Haut-Rhin i regionen Grand Est (tidigare regionen Alsace) i nordöstra Frankrike. Kommunen ligger i kantonen Sierentz som tillhör arrondissementet Mulhouse. År 2022 hade Steinbrunn-le-Bas 850 invånare.

## Befolkningsutveckling
Antalet invånare i kommunen Steinbrunn-le-Bas
| Referens: INSEE |